# Tungussogyrinus
Tungussogyrinus bergi
Genre
Espèce
Tungussogyrinus est un genre fossile d'amphibiens temnospondyles de la famille des Brachiosauridae. Selon Paleobiology Database, en 2022, ce genre est resté monotypique et la seule espèce est Tungussogyrinus bergi.

## Présentation
Le genre Tungussogyrinus et l'espèce Tungussogyrinus bergi ont été décrits en 1939 par le paléontologue, géologue et écrivain de science-fiction russe/soviétique Ivan Efremov (1908-1972).
L'holotype de l'espèce Tungussogyrinus bergi, connu sous le code PIN 206/1, est un squelette partiel qui a été retrouvé à proximité de la rivière Toungouska Inférieure, dans la formation de Bugarikta, sur le territoire de la fédération de Russie. Ce genre a été attribué à sa propre sous-famille, celle des Tungussogyrininae.